# Praelongorthezia caudata
Praelongorthezia caudata är en insektsart som först beskrevs av Ferris 1921.  Praelongorthezia caudata ingår i släktet Praelongorthezia och familjen vaxsköldlöss. Inga underarter finns listade i Catalogue of Life.